# Johann Ludwig Krapf
Johann Ludwig Krapf (nascut l'11 de gener de 1810 Derendingen, va morir el 26 de novembre de 1881 a Korntal.) - Missioner alemany, etnòleg i lingüista explorador de l'Àfrica oriental.
Juntament amb Johannes Rebmann, missioner i autor, entre altres coses, del  Diccionari de suahili va descobrir l'interior de l'Àfrica oriental. Es creu que els primers europeus a veure el Kilimanjaro i el Kenya. El 1836, després d'estudiar teologia, va anar a Etiòpia per a treballar com a missioner en nom de l'Església Anglicana. Va aprendre aviat dialectes del llenguatge amhàric i altres de locals. Va investigar el poble d'Oromo, llavors anomenat Gala. Va traduir al seu idioma gran part de la Bíblia.